# Batang Hari
Batang Hari är ett vattendrag i Indonesien.   Det ligger i provinsen Jambi, i den västra delen av landet, 600 km nordväst om huvudstaden Jakarta.